# Psephellus bornmuelleri
Psephellus bornmuelleri là một loài thực vật có hoa trong họ Cúc. Loài này được (Hausskn. ex Bornm.) Wagenitz mô tả khoa học đầu tiên năm 2000.